# تسعير (إسلام)
تلاحظ أن عدد من أسعار السلع والخدمات التي يحتاجها الناس محددة بحيث لو ذَهبتَ إلى أكثر من مكان لوجتها واحدة، ولو سألت لماذا كان السِّعر، لأجبت أن الهيئة الرسمية قد حددت هذا السعر، وهذا ما يسمى بالتسعير.

## أولاً: مفهوم التسعير
التسعير هو تحديد أسعار بعض السلع والخدمات التي يرغب الناس في شرائها والحصول عليها من قبل هيئة رسمية متخصصة.

## ثانياً: حكم التسعير
يَحرم تدخل طرف خارجي عدا أطراف العقد، وهما البائع والمشتري، في تحديد أسعار السلع والخدمات في الظروف العادية، وذلك عندما لا يكون هناك احتكار ولا استغلال لحاجات الناس. قال الناس : يا رسول الله، غلا السِّعر فَسَّعر لنا. فقال رسول الله : "" إن الله هو المُسعِّر القابض الباسط الرزاق، وإني لأرجوا أن ألقى الله ليس أحد يطالبني بمظلمة دمٍ ولا مال "" (سنن أبي داود : كتاب البيوع، باب في التسعير.)
أفاد الحديث الشريف أن تدخل الدولة في تسعير السِّلع في الظروف العادية ظلم يجب تجنبه، لكنها تملك إلزام الشركات بالإعلان عن أسعارها للناس.
ويكون التسعير مباحاً في الظروف الغير عادية كما في حالة وقوع كوارث طبيعية كالفيضانات أو القحط، أو وقوع حرب أو حصار اقتصادي.
و يكون التسعير واجباً إذا كانت مصلحة الأمة مهددة، كتواطؤ التجار الكبار للإضرار بغيرهم من صغار التجار لإخراجهم من السوق وليتفردوا هم به وليتحكموا بالأسعار، وكذلك إذا تحكمت فئة قليلة بإنتاج السلع وتوفير الخدمات التي يحتاجها الناس بقصد التحكم في الأسعار وجني الأرباح.

## ثالثاً: الحكمة من منع التسعير في الظروف العادية
منع الشرع الإسلامي التدخل في تحديد أسعار السلع!!! والخدمات في الظروف العادية وترك للمشتركين والبائعين الحرية في المساومة والمفاوضة ؛ لِما قد يترتب على هذا التدخل من آثار سلبية على مصلحة الفرد والجماعة ومن ذلك :
- يؤدي إلى أكل أموال الناس بالباطل سواء أكان من البائع أم من المشتري، لأن في التسعير إجباراً لهما أو لأحدهما، قال الله الله : "" يا أيها الذين آمنوا لا تأكلوا أموالكم بينكم بالباطل إلآ أن تكون تجارةً عن تراضٍ منكم "" (سورة النساء، الآية (29).)
- يُضعف الرغبة في توفير السلع وتأمين الخدمات للناس.0
- ظُلم وتحيّز لأحد طرفي العقد، البائع أو المشتري ؛ فرفع السعر أو خفضه سيؤثر على طرف من أطراف العقد لا محالة ؛ فينفع فريقاً ويضر آخر.
- تعطيل لمصالح العباد. فإذا وجد المنتج أن السعر المحدد غير مناسب له، كان لا يؤمن له التكلفة أو لا يسهم في سد حاجاته وتلبية طلباته فسيمتنع عن عرض السلعة في السوق أو التوقف عن إنتاجها، مما يؤثر سلباً على الاقتصاد. وطالب السلعة إن وجد أن السعر مرتفعٌ فإنه سيتحول عن السلعة إلى غيرها أو يمتنع عن الشراء مما يؤدي إلى خلل اقتصادي في الدخل والإنتاج.